# Plistospilota congica
Plistospilota congica är en bönsyrseart som beskrevs av Giglio-tos 1917. Plistospilota congica ingår i släktet Plistospilota och familjen Mantidae. Inga underarter finns listade i Catalogue of Life.